# Sótano de las golondrinas
Il Sótano de las Golondrinas è una grotta carsica situata presso il villaggio de Aquismón, nello Stato di San Luis Potosí (Messico). 

## Descrizione
Il Sotano de las Golondrinas è, per dimensioni e volume interno, la più grande grave carsica in caduta libera al mondo. La sua profondità massima è di 376 metri, l'apertura in superficie ha un diametro di quasi 60 metri, mentre il fondo ha un'estensione massima di 303 x 135 metri (tre campi da calcio).Le dimensioni interne sono tali da permettere di praticare il base jump, consentendo a più persone di lanciarsi contemporaneamente, senza correre il rischio di urtare le pareti interne della grave, planando con il paracadute. È talmente grande da poter contenere interamente al proprio interno la Tour Eiffel.

## Nei mezzi di comunicazione
La grotta è stata teatro nel 1993 di una delle numerose imprese del paracadutista estremo Patrick de Gayardon il quale, partendo da un elicottero, si è lanciato dentro il Sotano. 
L'apertura del paracadute era possibile solo dopo i primi 150 metri dentro la grotta, troppo stretta per entrare in sicurezza con il paracadute aperto. Le immagini sono diventate materiale di uno spot televisivo alla fine degli anni novanta.

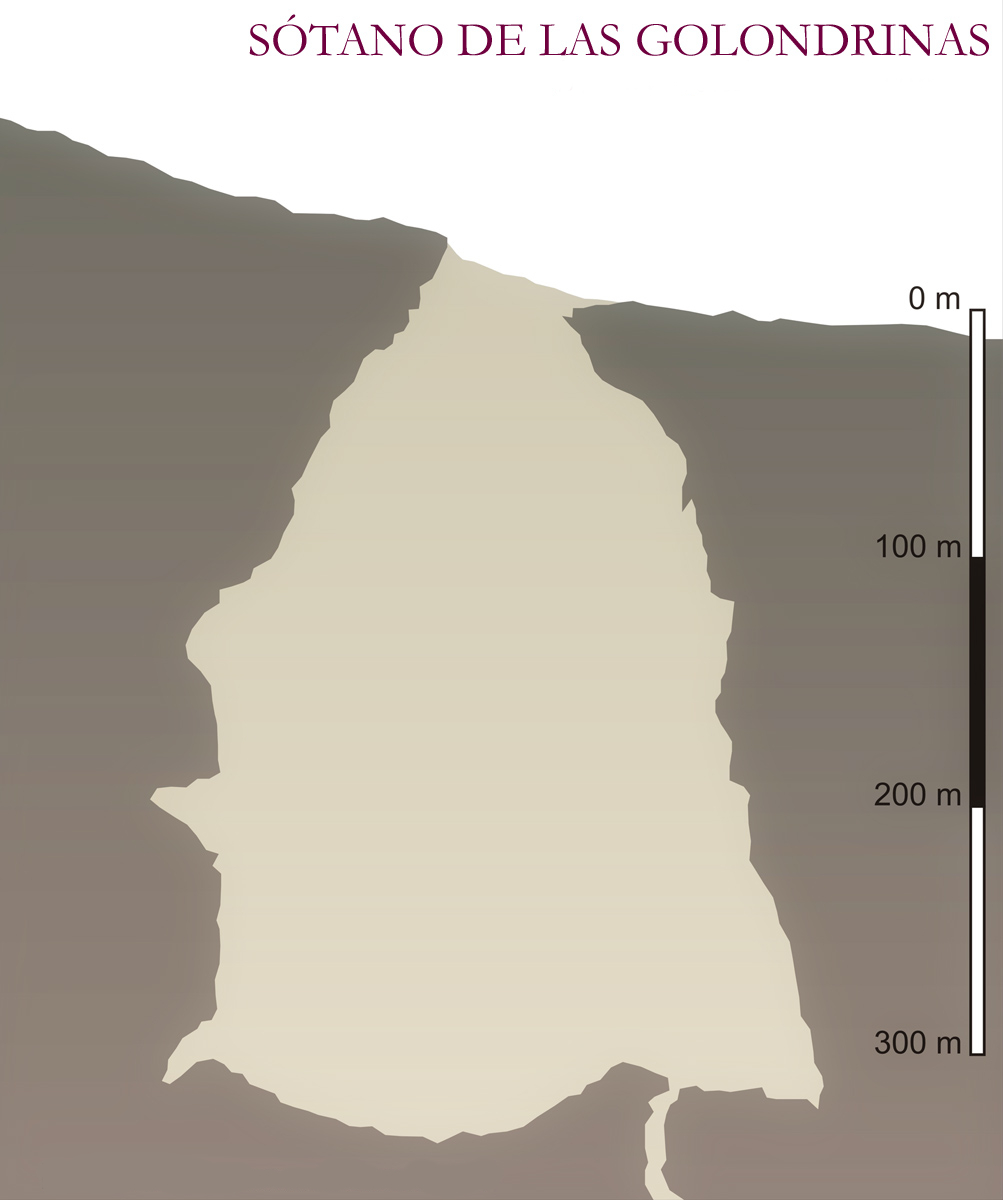
Sezione della grotta